# 2つのヴァイオリンのためのソナタ (プロコフィエフ)
2つのヴァイオリンのためのソナタ ハ長調 作品56 は、セルゲイ・プロコフィエフが1932年に作曲したヴァイオリンソナタ。

## 概要
サントロペでの休暇中に、室内楽協会トリトンの発足を記念する演奏会中の1曲として委嘱を受けて書かれた。トリトンはパリを拠点とし、室内楽の新作演奏を専門とする団体だった。その演奏会は1932年12月16日に開催された。
しかし、作曲者自身の許可を得て、本作はそれよりも3週間早い1932年11月27日に、モスクワでいずれもベートーヴェン四重奏団に所属していたドミトリー・ツィガーノフとウラディーミル・シリンスキーによって初演されている。このためトリトンでの演奏は「西側初演」となった。トリトンで演奏を受け持った1人目は、1935年にプロコフィエフがヴァイオリン協奏曲を作曲、献呈することになるロベール・ソエタンである。もう1人はサミュエル・ドゥシュキンであり、彼のためには数か月前にストラヴィンスキーがヴァイオリン協奏曲を作曲したところだった。楽譜は1932年にベルリンのロシア音楽エディションから出版された。
1941年の自叙伝の中でプロコフィエフはこの作品の由来について記している。
時おり、悪い音楽を聴くことによって良い着想がもたらされることがある（中略）ピアノ伴奏のない2つのヴァイオリンのための不出来な楽曲[作品名未詳]を一度聴いた後、こうした二重奏には一見制約があるように思われながらも、10分もしくは15分の鑑賞に堪えうる興味深いものが作れるのではないかと思い浮かんだのである（略）。
パリ初演について、プロコフィエフは次のように書き加えている。
[私の]ソナタはトリトンの公式オープニングで披露されたが、偶然にも私のバレエ『ドニエプルの岸辺で』の初演と重なってしまっていた。幸運なことにバレエはコンサート終了から30分後の開始だったので、ソナタが終わると我々 - 音楽家たち、評論家たちと作曲家は皆 - はすぐさまグラントペラ（Grand Opéra）へ向かって駆けていったのである。
この作品では作曲者特有の不協和な響きは後退しており、後年のより簡素で抒情的な様式を予感させる作風となっている。

## 楽曲構成
この作品はバロック期の教会ソナタの様式に倣い緩-急-緩-急の並びで構成され、2声の対位法で書かれている。
1. Andante cantabile
2. Allegro
3. Commodo （quasi allegretto）
4. Allegro con brio

演奏時間は約14分。